# Estación de Navojoa
Navojoa fue una estación de trenes que se encuentra en Navojoa, Sonora. La estación fue construida en 1907 y fueron arquitectos de Estados Unidos y Canadá quienes realizaron el diseño de la estación.

## Historia
La estación fue edificada sobre la línea del Southern Pacific Railroad de Mexico destinado a comunicar la frontera norte de Sonora con la Ciudad de Guadalajara. Esta compañía fue sucesora de la Southern Pacific y del Ferrocarril Cananea-Río Yaqui y Pacífico, esto debido al traspaso que hicieron mediante escritura el 24 de junio de 1909. En 1918, estaba construida la línea desde Nogales hasta La Quemada. La estructura de la estación se construyó en 1907, esto para dar impulso a la transportación de granos y principalmente garbanzo. En diciembre de 1914, Navojoa Viejo, donde residían los poderes locales, fue arrasado por las corrientes del río Mayo, por lo que en enero siguiente, el General Ángel Flores tomó cuarteles en la estación y construyó unas posiciones, a la que sus alrededores se acogieron la mayoría de los vecinos, ahí residieron las autoridades Municipales por un tiempo. El 17 de diciembre de 1917, la legislatura autorizó el cambio de la cabecera del pueblo a la ubicación de la actual estación.
El 12 de julio de 2002, en el edificio de la antigua estación de ferrocarril se inauguró el nuevo Museo Regional.